# (6596) Bittner
(6596) Bittner ist ein Asteroid des Hauptgürtels, der am 15. November 1987 von dem tschechischen Astronomen Antonín Mrkos am Kleť-Observatorium (IAU-Code 046) bei Český Krumlov entdeckt wurde.
Auf Vorschlag von Jana Tichá und Martin Šolc wurde der Asteroid am 9. März 2001 nach dem böhmischen Astronomen und Mathematiker Adam Bittner (1777–1844) benannt, der ab 1837 der fünfte Direktor der Sternwarte im Prager Clementinum war.